# Gerd De Ley
Gerd De Ley (Gent, 7 april 1944) is een Vlaams acteur, schrijver van toneelstukken en dichter. Hij staat ook bekend als een verzamelaar van citaten, waarover hij al diverse boeken heeft geschreven. Zijn bekendste rol is die van André, de boekhouder van DFT in Kinderen van Dewindt. Een hoofdrol vertolkte hij - als uitbater van een bungalowpark - in de reeks Zomerrust, die in 1993 en 1994 werd uitgezonden.
Gerd De Ley is al jaren acteur in het theater. Hij was in 1975 oprichter van Theater Paljas, waar hij onder andere speelde in Misero truffo, Ultieme misverstanden, Bemoei je d'r niet mee, Blauwdruk, Renners in aantocht en Wachtkamers naast de artistieke en zakelijke leiding van het theater.
Hij speelde gastrollen in Postbus X (cipier), Chez Bompa Lawijt (Hotel gast) 1995, Samson en Gert (Theofiel, filmregisseur Steven Lens, Jan De Voddenman), Lili en Marleen (Mon), Verschoten & Zoon (commissaris), 2 Straten verder, Recht op Recht (Yvan De Smalle), Sedes & Belli (Daniël Mulier), F.C. De Kampioenen (architect Van Haperen in 1997, klant in restaurant van BTW in 2000, dirigent in 2004, Hendrickx in 2009), Urbain (voorzitter), De Kotmadam (Jos Dockx, de man van Mimi in 2001, 2002, 2006, 2010 en 2013), Thuis (advocaat Weckx in 1996, voorzitter van de rechtbank in 2003, pastoor in 2006), Spoed (dopingleverancier in 2001, baron in 2003, dronken man in 2004, rechter in 2008), Flikken (patiënt in 2000, sectiechef in 2008), Wittekerke (meneer Claes), Zone Stad (Robert de Knop), Witse (Rob), Katarakt (Leo Devocht), Zone Stad (Van den Brande) en Man bijt hond (de toogfilosoof). In 2011 speelt hij in De Ronde. Zijn recentste tv-rol speelde hij in Twee Zomers (2022).
De Ley heeft een cameo in het Kiekeboealbum De snor van Kiekeboe, waarin hij wordt opgevoerd als Gerd Leywater en voortdurend bekende citaten aanhaalt. Hij speelde ook de rol van Fernand Goegebuer in de Kiekeboefilm Het witte bloed.
Gerd De Ley is getrouwd en heeft kinderen.